# Parco nazionale di Rapa Nui
Il Parco nazionale di Rapa Nui (spagnolo: Parque nacional Rapa Nui) è un parco nazionale e patrimonio mondiale dell'UNESCO situato sull'Isola di Pasqua, nell'Oceano Pacifico, all'estremità sud-orientale del Triangolo polinesiano. L'isola appartiene politicamente al Cile, da cui dista circa 3.600 chilometri. Rapa Nui è il nome polinesiano dell'Isola di Pasqua (Isla de Pascua), conquistata dal Cile nel 1888. La sua fama e il suo status di Patrimonio dell'Umanità derivano dalle 887 statue di pietra esistenti conosciute con il nome di "moai", la cui creazione è attribuita al primo popolo Rapa Nui che abitò l'isola a partire dal 300 e dal 1200 d.C. Gran parte dell'isola è stata dichiarata Parco Nazionale di Rapa Nui che, il 22 marzo 1996, l'UNESCO ha designato come Patrimonio dell'Umanità. Il Parco Nazionale di Rapa Nui è ora sotto il controllo amministrativo di due entità, la Rapa Nui People, rappresentata dalla Comunità Indigena Polinesiana di Ma'u Henua (è il primo istituto autonomo dell'isola) e dalla National Forestry Corporation CONAF, rappresentante lo Stato del Cile. Queste istituzioni, volute nel dicembre 2017 dall'ex presidente cileno Michelle Bachelet, si occupano entrambe di garantire la manutenzione, il recupero, il ripristino, l’imboschimento e la cura dei siti del Parco.
Il parco si estende su di una superficie di poco più di 71,3 km² ed è stato istituito principalmente per proteggere e valorizzare i Moai, le famose statue erette fra l'XI e il XVI secolo dalle popolazioni polinesiane che abitavano sull'isola.
Una delle sette regioni del Parco assume nome dal Puna Pau.

## Geografia
Geograficamente isolata, l'isola costituisce il confine geografico e culturale orientale della Polinesia.  Si trova a 3.700 chilometri a ovest del Cile, a circa 2.200 km a est dell'isola di Pitcairn (l'habitat umano più vicino) ed è il luogo abitato più remoto della terra. Il parco è di forma triangolare e ha una lunghezza di 23 km  e una larghezza di 11 km. È sede di una cultura megalitica estinta che si vede sotto forma di enormi statue chiamate "moai" fatte di rocce vulcaniche. La topografia comprende vulcani e una costa frastagliata. La sua altitudine varia dal livello del mare a 300 m. Ha laghi d'acqua dolce, crateri vulcanici e una costa soggetta ad erosione.

### Clima
Il parco gode di un clima caldo sub-tropicale con alisei da sud-est da ottobre ad aprile. La piovosità media annua è di 1.250 millimetri, con piogge che si verificano durante la stagione invernale. La temperatura media varia da 19 °C (66 °F) in inverno a 24 °C (75 °F) in estate.

## Storia

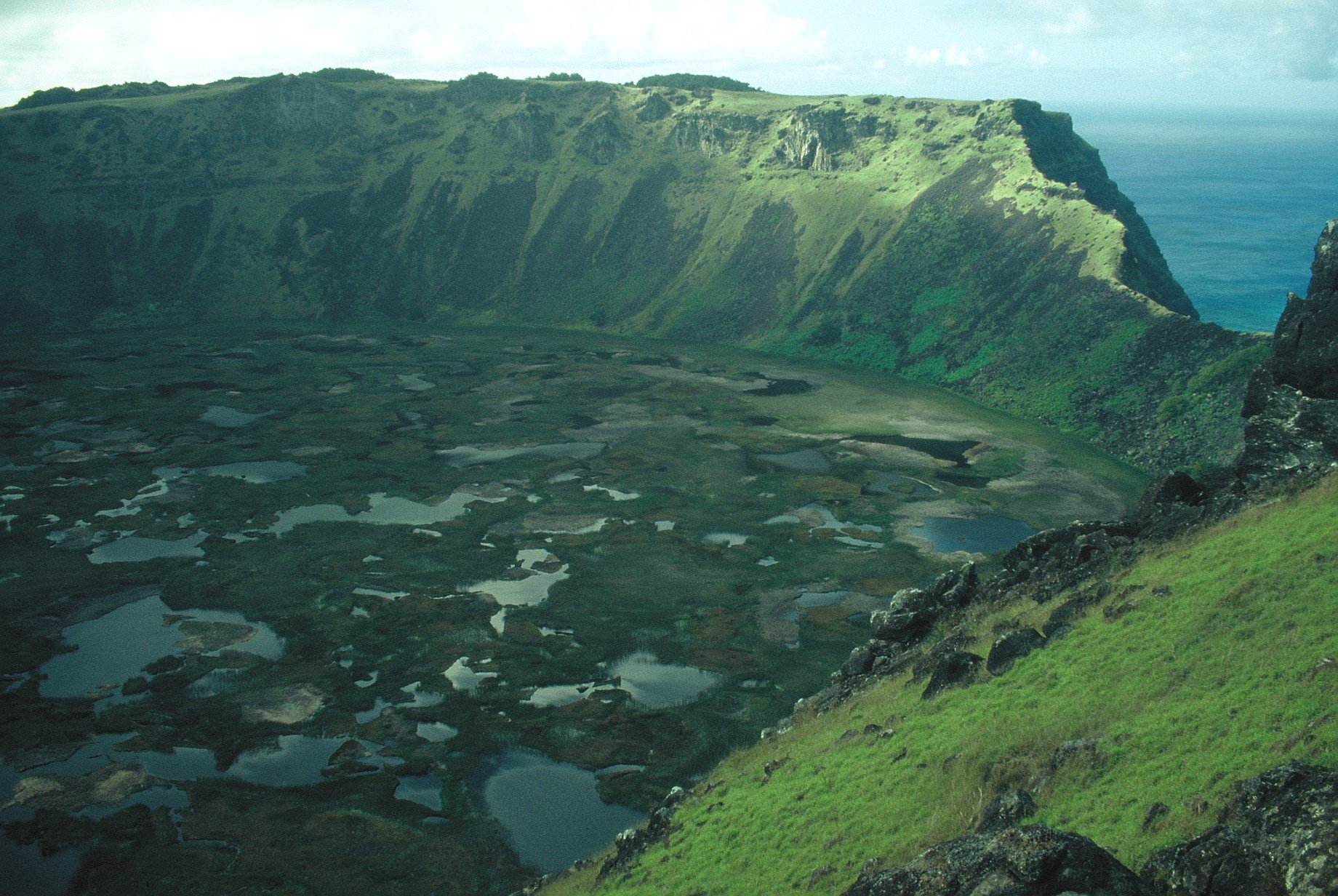
Il cratere Rano Kao

Nel 1935, nacque il Parco Nazionale, che divenne nello stesso anno Monumento nazionale. Nel 1976, gli isolotti adiacenti sono stati incorporati in un unico Santuario della Natura. L’UNESCO l'ha dichiarato Patrimonio Mondiale dell’umanità nella categoria del “bene culturale” l'8 dicembre 1995. Attualmente è governato dalla Co-Amministrazione di due entità, la Rapa Nui People, rappresentata dalla Comunità indigena di Ma’u Henua e dalla National Forestry Corporation CONAF, rappresentante lo Stato del Cile. Queste istituzioni si occupano entrambe di garantire la manutenzione, il recupero, il ripristino, l’imboschimento e la cura dei siti del Parco.

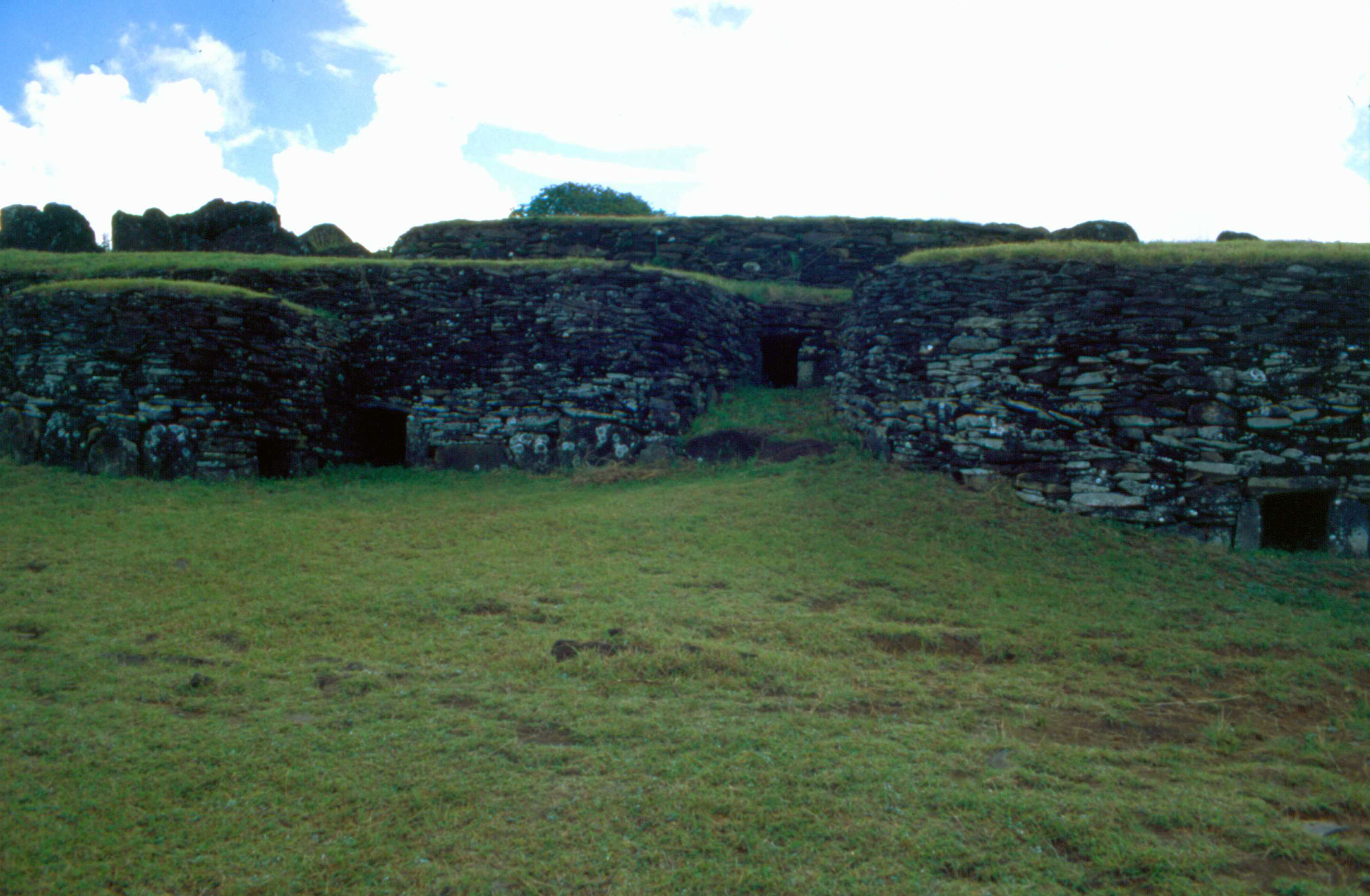
Casa di pietra restaurata a Orongo

Il popolo Rapa Nui si stabilì sull'isola tra il 300 e il 1200 d.C. Il parco è stato creato dal governo cileno nel 1935. I nativi furono confinati in un'area di riserva appena fuori dalla capitale Hanga Roa e il resto della terra fu affittato agli allevatori di pecore. Il movimento per l'indipendenza è iniziato nel 1964, in seguito è stato firmato il contratto di locazione per l'allevamento di pecore negli anni '80 e l'intera isola è stata dichiarata parco storico. La popolazione dell'isola, che era di 2.770 abitanti nel 1972, è salita a 3.792 nel 2002, per lo più concentrata nella capitale.

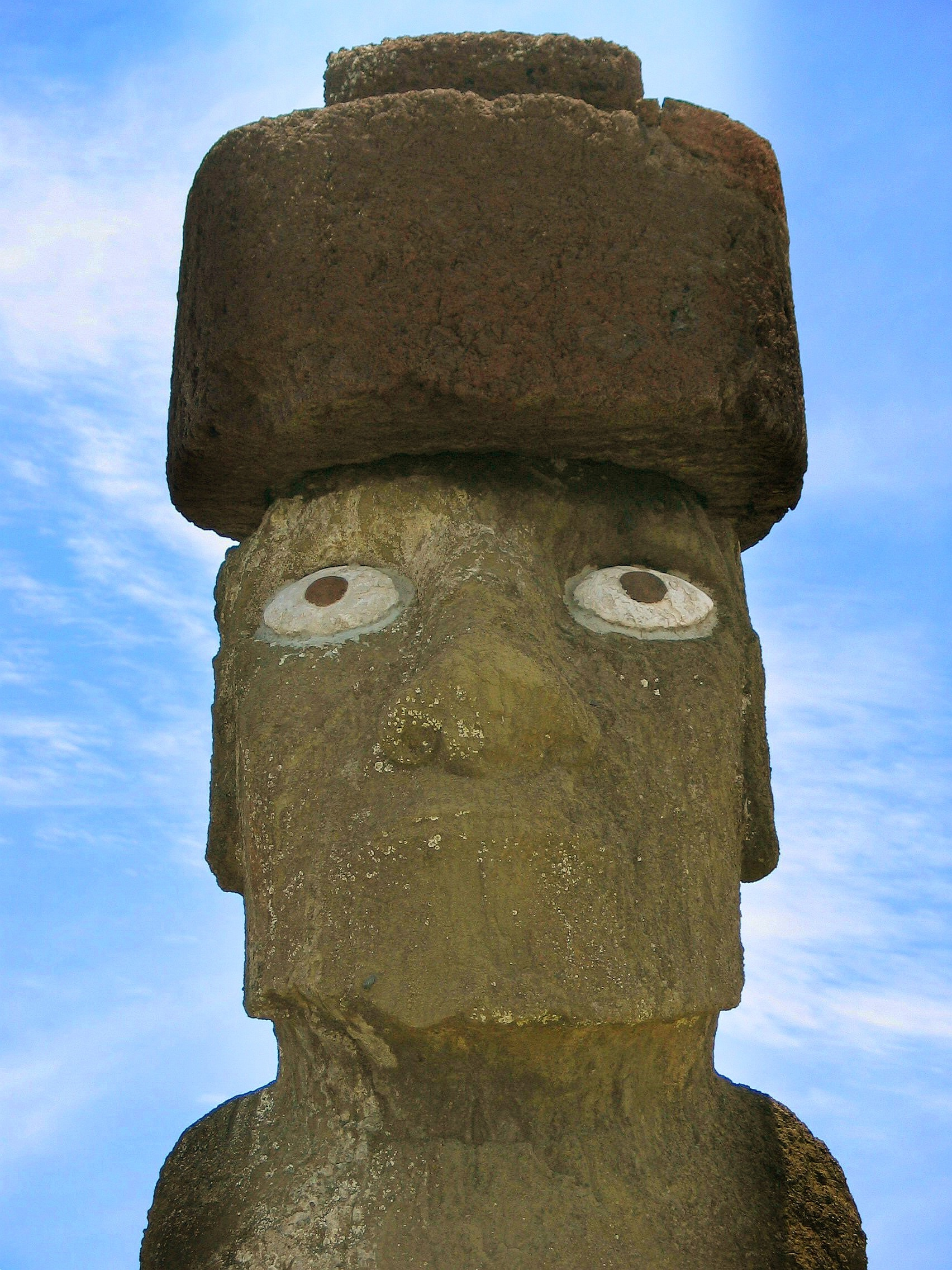
Il moai con copricapo ad Ahu Tahai, restaurato con occhi di corallo dall'archeologo americano William Mullo.

L'isola passò sotto il controllo amministrativo del Cile nel 1888. 
Nell'ottobre 2022, un incendio boschivo ha devastato il parco, causando danni "irreparabili" alle zone umide e alle statue moai all'interno del sito archeologico.